# Stoneham-et-Tewkesbury
Stoneham-et-Tewkesbury è un comune del Canada, situato nella provincia del Québec, nella regione di Capitale-Nationale.